# Pycnogonum calculum
Pycnogonum calculum is een zeespin uit de familie Pycnogonidae. De soort behoort tot het geslacht Pycnogonum. Pycnogonum calculum werd in 1995 voor het eerst wetenschappelijk beschreven door Bamber. 